# Apamea boursini
Apamea boursini là một loài bướm đêm trong họ Noctuidae.